# Taito
La Taito Corporation (タイトー株式会社?, Taitō Kabushikigaisha) è una azienda giapponese che sviluppa videogiochi e macchine arcade, fondata a Tokyo nel 1953 dall'ucraino Michael Kogan con il nome di Taito Trading Company (株式会社太東貿易?, kabushikigaisha taitō bōeki).
Il nome "Taito" (台東? "lontano est") viene dall'omonimo quartiere speciale in cui è stata fondata la società. Nel 2005, l'azienda è stata acquistata dalla Square Enix.

## Storia
Agli inizi la società si occupava di importare e vendere distributori automatici, poi è passata a produrre juke-box e dagli anni sessanta ha iniziato a sviluppare una serie di flipper e giochi elettromeccanici. Solo a partire dal 1973, però, ha iniziato a produrre i videogiochi arcade per cui è diventata famosa. Lo stesso anno inoltre ha cambiato nome da Taito Trading Company a Taito Corporation.
Nel 1978 il game designer dell'azienda Tomohiro Nishikado creò Space Invaders, il gioco più celebre dell'azienda e ancora oggi visto come uno dei simboli del videogiocare stesso. Il successo di Space Invaders fu tale che nel 1979 la Taito aprì una succursale in America, la Taito America Corporation, per distribuire videogiochi nel Nord America, mentre un'altra succursale, la Taito Software Inc., si occupava dei settori della compagnia estranei ai videogiochi. Entrambe le filiali chiusero i battenti nel 1995.
Nel 1992 la Taito creò un prototipo di console basata su CD che permetteva agli acquirenti di scaricare e giocare a giochi di qualità arcade, ma non venne mai immessa sul mercato.
Il 22 agosto 2005 la Square Enix ha annunciato di voler acquistare 247.900 azioni della Taito per un valore pari a 45,16 miliardi di yen, con l'intento di renderla una propria sussidiaria, sia per incrementare i margini di profitto della società, le proprietà e  soprattutto per svilupparsi in un settore da essa raramente considerato, quello degli arcade.
Un mese dopo, il 22 settembre, la Square Enix ha acquisito il 93,7% delle azioni della Taito, e dal 28 settembre 2005 è stata ufficializzata la trasformazione della Taito in una sussidiaria Square Enix.

## Videogiochi
Alcuni titoli rilevanti:
- Gun Fight (1975)

Il primo videogioco giapponese esportato negli USA.
- Space Invaders (1978)

Il più grande successo commerciale dell'azienda, questo semplice sparatutto è ancora oggi una delle prime cose che tutti associano istintivamente al termine "videogioco".
- Lupin III (1980)

Un gioco di labirinto, i cui rapporti con la celebre serie animata si limitano al nome; ciononostante, anzi proprio per questo, va ricordato. Infatti è uno dei primissimi casi in cui un videogame è associato a un nome di spicco.
- Jungle Hunt (1982)

Un gioco multischermo ispirato a Tarzan, tanto da richiedere alcune azioni legali che ne modificarono il nome da "Jungle King" a "Jungle Hunt" e lo sprite del protagonista da Tarzan a un esploratore.
- Chack'n Pop (1983)

Il misconosciuto precursore di Bubble Bobble, un platform game.
- Arkanoid (1986)

L'evoluzione di Breakout in cui l'azione della barretta che deve abbattere mattoni a suon di palline è ravvivata da alieni di forma geometrica che deflettono la palla: il gioco è anche caratterizzato da vari tipi di bonus, nonché da un'ambientazione spaziale.
- Mexico 86 (1986)

Celebre videogioco di calcio, il primo del genere a vantare un'ottima giocabilità ed un ampio numero di tecniche e dettagli. Il nome originale è Kick and Run.
- Bubble Bobble (1986)

Generò una serie di seguiti "apocrifi" e non e alcuni spin off in forma di puzzle games. La Taito cercò di capitalizzare sul successo del gioco con altri platform dall'aspetto molto "carino" quali The New Zealand Story (1988), Don Doko Don (1989) e Liquid Kids (1990), ma con riscontri di popolarità sempre decisamente inferiori a quelli di Bubble Bobble.
- Kiki KaiKai (1986)

Titolo ispirato al folclore nipponico, non ottenne un grande successo di critica all'epoca della sua uscita. Tuttavia durante gli anni venne progressivamente rivalutato, venendo oggi ritenuto rivoluzionario per lo stile di gameplay.
- Operation Wolf (1987)

Celebre sparatutto in prima persona "stile Rambo" ambientato nella giungla, da ricordare soprattutto per il cabinato che sfoggiava un controller a forma di mitragliatore estremamente realistico.
- Rastan Saga (1987)

Platform game (definibile "hack 'n' slash" per via dell'utilizzo di armi da taglio) chiaramente ispirato alla figura di Conan il barbaro e ai film sul suddetto personaggio interpretati da Arnold Schwarzenegger. Con due seguiti.
- Cadash (1989)

Uno dei rarissimi RPG d'azione disponibili in formato arcade, Cadash consentiva inoltre la partecipazione di 2 giocatori in contemporanea, scegliendo i personaggi da una rosa di quattro.
- Puzzle Bobble (1994)

Uno dei giochi di maggior successo tra quelli sviluppati da Taito negli anni novanta, si tratta di un puzzle game con i personaggi di Bubble Bobble, che a sua volta ha generato un buon numero di seguiti.